# Сачмо: мој живот у Њу Орлеансу
Сачмо : мој живот у Њу Орлеансу (енгл. Satchmo: my Life in New Orleans) је аутобиографија Луја Армстронга (енгл. Louis Armstrong) (Њу Орлеанс, 4. август 1901 — Њујорк, 6. јул 1971) америчког џез музичара. Књига је објављена 1954. године. Српско издање књиге у преводу Мимице Петровић Радовановић објављено је 2009. године у издању "Утопије" из Београда.

## О књизи
Књига Сачмо : мој живот у Њу Орлеансу је аутобиографија славног музичара, у којој он описује своје детињство и ране године каријере, до напуштања Њу Орлеанса 1922. године и одласка у Чикаго да се придружи оркестру Кинга Оливера.
Када је објављена 1954. године, књига је одмах наишла на одобравање критике и читалаца. Обилује њуорленским хумором, непоколебљивим оптимизмом и добротом аутора. Испричана ауторовим речима, без глуме и извештачености, ова хроника детињства и младости представља праву песму о љубави и нади.
Луј Армстронг је рођен у сиромаштву и одрастао је без пристојног образовања. Родитељи његових родитеља су били робови, отац Вил Армстронг био је надничар, а његова мајка, Мери Ен или Мајен, како су је звали, углавном је радила као служавка код белих послодаваца. Родитељи су му се растали убрзо након његовог рођења, а Луја је подигла баба по оцу. Са мајком је почео да живи када је пошао у школу. Уочи нове 1913. године дошло је до прекретнице у његовом животу. Како је Њу Орлеанс по традицији прослављао празник бучно и уз ватромет, Луј је дошао у посед револвера калибра 38 који је припадао очуху и испалио је један метак на улици. Ухапшен је и послат у Дом за обојену сирочад. Дом је имао лимени оркестар и вокалну групу. Луј се придружио хору а убрзо га је диригент Питер Дејвис пребацио у оркестар. Његова обдареност је уочена на самом почетку. Дом је напустио после три године, имао је 16 година и себе је сматрао одраслим. Зарађивао је разносећи угаљ и свирајући корнет по клубовима. У њизи са великим симпатијама говори о поткултури тадашњег Њу Орлеанса, музичарима са којима је свирао, поштовању према Кингу Оливеру, свом ментору и првом и вечитом идолу. Као корнетиста се брзо развијао, и онда је, 1922. године, Кинг Оливер га је позвао у Чикаго да се придружи његовом бенду као други корнетиста. Тим догађајем се завршава књига. Лујево свирање у локалу Linkoln Gardens представљао је прави почетак једне блиставе и богате каријере која ће трајати све до Армстронгове смрти 1971. године.